# Hiliotalua (Pulau-Pulau Batu)
Hiliotalua is een bestuurslaag in het regentschap Nias Selatan van de provincie Noord-Sumatra, Indonesië. Hiliotalua telt 440 inwoners (volkstelling 2010).